# Kaple Anděla Strážce (Sedlec)
Obecní kaple svatého Anděla Strážce je sakrální stavba z roku 1847. Nachází se na návsi ve středu obce Sedlec pod hradem Hazmburk.

## Popis
Jedná se o jednolodní obdélnou stavbu s trojbokým neodsazeným závěrem. Před průčelím kaple stojí hranolová věž. V bočních stěnách jsou polokruhově zakončená okna. Nad segmentově zakončeným vstupem ve věži s nárožními pilastry se nachází letopočet výstavby 1847. Uvnitř má kaple plochý strop. V 90. letech 20. století byla kaple opravena a nově požehnána po opravě.

## Okolí kaple

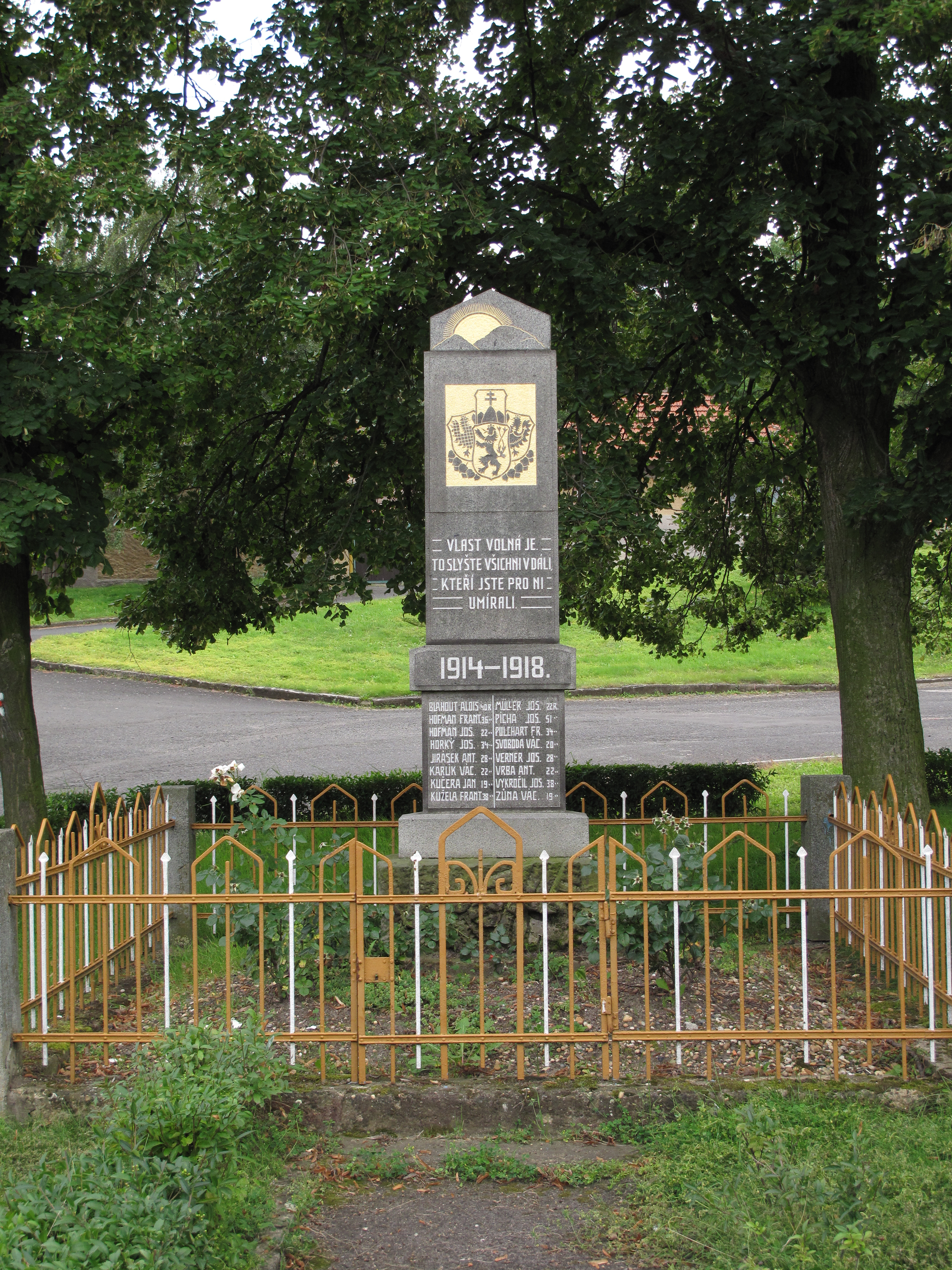
Pomník padlých v I. sv. válce poblíž kaple

V roce 1928 byl v Sedlci vedle kaple Anděla Strážce postaven pomník padlým v první světové válce. Je signován I. Saic Budyně. Nese desku se 16 jmény a nápisem: „Vlast volná je, to slyšte všichni v dáli, kteří jste pro ni umírali.“